# Lawrence Chou
Lawrence Chou (chino: 周俊偉 n. 19 de abril de 1979) es un actor, cantante y comediante hongkonés.

## Biografía
Nacido en Hong Kong pero se crio en Vancouver, Canadá, Chou desarrolló una fuerte pasión por la música desde que era niño. Con su talento vocal y excepcional, Chou ganó en numerosos concursos de canto en Vancouver y finalmente, ganó un contrato discográfico con el sello BMG en 1998. Con dos EPs y tres LPs, Chou se estableció rápidamente como uno de los artistas más brillantes, sobre todo siendo muy conocido en Taiwán y fue galardonado con el premio al mejor actor revelación en 1998 por el Canal V, el equivalente de la red MTV en Asia. Chou también reveló su talento musical como productor y coproductor de varios discos diferentes para otros artistas o bandas musicales desde 1999, incluyendo un álbum de Jazz de Mavis Fan, un álbum de género rock de ASOS y terminó de lanzar su propio grupo de música con un álbum titulado (Fuluju - Fukulukuju) en el 2003 y ganó los premios de "Mejor Álbum de Música Electrónica" en China en el 2004.
Luego Chou debutó como actor de cine en una película titulada "Heroes in Love" en el 2001 y rápidamente se ganó el corazón del público de Hong Kong. Inmediatamente después, colaboró con el director de la película "Heroes in Love", además interpretó su personaje principal en otra película titulada "Merry-Go-Round", ganándose una nominación como "Mejor Artista Revelación" en los "Premios de Cine de Hong Kong" en el 2002.

## Filmografía
- Karma (TBA) (TV series)
- The Borderline (2014) (TV series)
- The Challenge (2014) (Variety show)
- Twilight Online (2014)
- Aberdeen (2014)
- SDU: Sex Duties Unit (2013)
- Vulgaria (2011)
- Big Blue Lake (2011)
- Merry-Go-Round (2010)
- Ex (2010)
- Dream Home (2010)
- Anaconda Frightened (2008) - Chu Qi
- Scare 2 Die (2008)
- Forest of Death (2007) - Patrick Wong
- Happy Birthday (2007) - Danny
- Dragon Boys (2007) (TV series) - Movie Star
- Re-cycle (2006) - Lawrence
- Without Words (2006) - Kit
- Dragon Squad (2005) - Officer James Lam, INTERPOL
- A.V. (2005)
- Leave Me Alone (2004) - Police officer
- Itchy Heart (2004) - Chi-Man's cousin
- The Death Curse (2003) - Keith
- Truth or Dare: 6th Floor Rear Flat (2003) - Wing
- If You Care... (2002)
- The Eye (2002) - Dr. Wah
- Merry-Go-Round (2001) - Fung
- Heroes in Love (2001) - Lawrence

## Discografía
- 曾推出唱片專輯:
- 1998年 
  - 你別傻了 (周俊偉、劉德華合唱)(Don't Be A Fool)
  - 我愛你 (I LOVe YOU)
  - 國語單曲專輯 (EP) – Marry Christmas I Love You
- 1999年
  - 搶救愛情 (Saving Your Love)
  - 了不起 (The Bomb)
  - BMG 12週年全家福演唱會主題曲 - 123木頭人
  - 國語合唱曲 – 愛在捉摸不定時
- 2000年
  - 別人都在傳 (People Says)
- 2003年
  - 音樂大碟 - 福祿壽之『序』
  - fuluju - fukulukuju
- 曾參與製作/ 監製唱片專輯：
- 1999年	
  - 國語專輯大碟 - 了不起 (周俊偉)
- 2000年	
  - 國語專輯大碟 - 麵飽堡 (虛擬歌手)
- 2001年	
  - 國語專輯大碟 - 絕世名伶 (范曉萱)
  - 國語專輯大碟 - 變態少女 (ASOS)
- 2003年	
  - 音樂大碟 - 福祿壽之『序』(福祿壽)
  - 國語專輯大碟單曲 - Dear (蘇永康)
  - 國語單曲 –  椰子罐頭 (遊戲貓)
  - 國語單曲 – Jones Cup (Homies)
- 2004年	
  - 青春連續電視劇『天下無敵』原創主題曲、插曲、及配樂
- 2005年	
  - 國語專輯大碟 - 還有別的辦法嗎？(范曉萱)
- 2006年
  - 國語專輯大碟單曲 - Funky Underground (容祖兒)
- 2007年
  - 電影配樂 - 電影 Scare to die/嚇死你
- 2008年
  - 廣告歌 - 中國移動通訊

- 曾演出電影及電視劇：
- 2010年 11月
  - 網上電影 - 『4夜奇谭之指甲刀人魔 』原名:指甲钳人魔 周迅 周俊偉主演 彭浩翔 監製 曾国祥 尹志文 執導
- 2010年 10月
  - 電影 -『東風破』官恩娜 泰廸羅賓 苗可秀 周俊偉 主演 鄭思傑麥婉欣 執導
- 2010年 12月
  - 香港電台製作之寫實電視劇『火速救兵』之高溫任務 周俊偉 惠天賜 鄭啟泰 林偉 梁慧恩 關楚耀 高皓正 彭懷安 何浚尉 主演
- 2010年 6月
  - 電影 -《前度》鍾欣桐 陳偉霆 詩雅 主演 麥曦茵 執導
- 2010年 5月
  - 電影 – 《維多利亞壹號》何超儀 主演 彭浩翔 執導
- 2009年 1月
  - 電視節目 - now香港台《一個地球 . 新西蘭篇》周俊偉 朱真真 主持
- 2008年 10月
  - 電視節目 - RTHK香港電台 《不一樣的旅遊》周俊偉 譚俊彥 梁慧恩 主持
- 2008年 6月 
  - 香港電台寫實劇『512活在香港 - 在家』
- 2008年 4月
  - 電影 –『六樓后座2』
- 2008年 3月
  - 電影 -『Scare to die/嚇死你』
- 2007年 3月
  - 電影 –『森冤』
- 2007年 1月
  - 電影 –『生日快樂』
- 2006年 9月
  - 國內電影 –『狂蟒驚魂』
- 2006年 4月
  - 電影 – 『鬼域』
- 2006年 2月
  - 電影 –『地老天荒』
- 2005年 10-12月
  - 加拿大國家電視台-外語電視電影『龍在他鄉- Dragon Boys』
- 2005年 5月
  - 電影 –『猛龍』
- 2005年 3月
  - 電影 –『AV』
- 2005年 2月
  - 電視 - 香港電視台製作之十封信『消失的人』
- 2004年 8月
  - 電影 –『阿孖有難』
- 2004年 5月
  - 香港電視台製作之以少林武術為主題的青春連續電視劇『天下無敵』担任男主角
- 2003年 9月
  - 電影 –『古宅心慌慌』
- 2004年 3月
  - 電影 -『七年很癢』
- 2003年 6月
  - 電影 –『六樓后座』
- 2003年 6月
  - 台灣電視偶像劇特輯 — 『沒完沒了的夏天』
- 2002年 9月
  - 電影 - 『賤精先生(If You Care) 』
- 2002年 5月
  - 電影 - 『見鬼 (The Eye) 』
- 2002年 3月
  - 電影 - 『戀愛行星(Tiramisu) 』
- 2001年 9月
  - 電影 - 『初戀嗱喳麵 (Merry-Go-Round) 』
  - 周俊偉憑著《初戀嗱喳麵》被提名角逐第二十一屆香港電影金像獎「最佳新演員」獎
- 2001年 4月
  - 電影 - 戀愛起義《不得了》

## Premios
- 2004年	
  - 憑音樂大碟 - 福祿壽之『序』榮獲中國內地《第四屆華語音樂傳媒大獎》之「最佳電子音樂大獎」
- 2002 21st Annual Hong Kong Film Awards Nomination - Best New Artist
- 1999年	
  - 榮獲Channel【V】華語榜最佳男歌手新人獎
- 1998年	
  - 榮獲香港IFPI單曲銷量冠軍 (你別傻了)
  - 榮獲馬來西亞「動感三二一」金曲獎 (我愛你)
- 1996 Champion in Dragon Seed Connection Echoes Karaoke Contest
- 1995 Champion in Melody Shake Karaoke Contest
- 1994 Youth Team Champion in Vancouver Miho Second Karaoke Contest
- 1994 Youth Team Champion in Second Annual Vancouver Talent Night Karaoke Contest
- 1994 Typhoon award in Second Annual Vancouver Talent Night Karaoke Contest

## Cronología
- 1994
  - Participated in Vancouver Miho Second Karaoke Contest—Youth Team Champion.
  - Participated in Second Annual Vancouver Talent Night Karaoke Contest—Youth Team Champion.
  - Participated in Second Annual Vancouver Talent Night Karaoke Contest—Typhoon award.
- 1995
  - Participated in Melody Shake Karaoke Contest—Champion.
  - To 1997, participated in Canada Shadow Dance Troupe (加拿大影舞者舞團); publicly performing about 250 times each year.
- 1996
  - Participated in Dragon Seed Connection Echoes Karaoke Contest—Champion.
- 1997
  - Participated in BMG 10th Anniversary Concert.
  - Participated in Julia Peng's School Campus Tour Concert (彭佳慧校園巡迴演唱會) for 10 shows.
- 1998
  - Published own Mandarin single "Don't Be A Fool".
  - July, published personal first Mandarin album "I LOVe YOU".
  - July, duet with Andy Lau in single "Don't Be A Fool", won IFPI Singles Billboard Champion.
  - September, invited to become new type shopping store Galaxy's spokesperson.
  - December, published second single "MARRY CHRISTMAS I LOVE YOU".
- 1999
  - Honored with Channel [V]'s 華語榜中榜 Best New Male Singer Award.
  - January, published second big Mandarin album "Saving Your Love".
  - January, shooted KOBAYASHI OPTICAL (小林眼鏡) CF, became product's spokesperson.
  - November, published third album "Great" and took charge as Producer.
- 2000
  - May, invited to shoot electronic dictionary "酷譯典" advertisement.
  - June, published own first new compilation album "People Says".